# Actaeomorpha alvae
Actaeomorpha alvae is een krabbensoort uit de familie van de Aethridae. De wetenschappelijke naam van de soort is voor het eerst geldig gepubliceerd in 1934 door Boone.